# Winston-Salem Cycling Classic de 2017
A 4ª edição da Winston Salem Cycling Classic correu-se a 29 de agosto de 2017 sobre uma distância total de 177,8 km.
A carreira fez parte do circuito UCI America Tour de 2017 dentro da categoria 1.1 e foi vencida pelo ciclista estadounidense Robin Carpenter da equipa de categoria Continental Profissional a Holowesko Citadel Racing Team.

## Equipas participantes
Tomaram a partida um total de 12 equipas, dos quais 1 foi de categoria Continental Profissional e 11 Continentais, quem conformaram um pelotão de 82 ciclistas dos quais terminaram 32.
| Equipe profissional Continental- UnitedHealthcare Equipes Continentais (11)- Silber - Rally Cycling - Holowesko Citadel - Garneau-Québecor - Team Illuminate - H&R Block - Aevolo - Canel's-Specialized - CCB Velotooler - Inteja-Dominican - Medellín-Inder |
| |

## Classificações
As classificações finalizaram da seguinte forma:

### Classificação geral
| \| Classificação geral \| Classificação geral \| Classificação geral \| Classificação geral \| Classificação geral \| \| Ciclista \| Ciclista \| Equipe \| Tempo \| \| \| ------------------- \| ------------------- \| ----------------------------- \| ------------------- \| ------------------- \| \| 1. \| Robin Carpenter \| Holowesko Citadel Racing Team \| 3h57m49s \| \| \| 2. \| Ryan Roth \| Silber Pro Cycling \| + 10s \| \| \| 3. \| Bruno Langlois \| Garneau-Québecor \| + 11s \| \| \| 4. \| Óscar Sevilla \| Medellín-Inder \| + 1m10s \| \| \| 5. \| Edwin Ávila \| Illuminate \| + 1m11s \| \| \| 6. \| Travis McCabe \| UnitedHealthcare \| + 4m56s \| \| \| 7. \| Tyler Magner \| Holowesko Citadel Racing Team \| + 4m59s \| \| \| 8. \| Juan Esteban Arango \| Medellín-Inder \| + 5m44s \| \| \| 9. \| Emerson Oronte \| Rally Cycling \| + 5m45s \| \| \| 10. \| Taylor Eisenhart \| Holowesko Citadel Racing Team \| + 5m45s \| \| \| 11. \| Griffin Easter \| Illuminate \| + 6m08s \| \| \| 12. \| Tanner Putt \| UnitedHealthcare \| + 6m26s \| \| \| 13. \| Brad Huff \| Rally Cycling \| + 6m35s \| \| \| 14. \| Róbigzon Oyola \| Medellín-Inder \| + 6m35s \| \| \| 15. \| Joseph Lewis \| Holowesko Citadel Racing Team \| + 6m39s \| \| |                     |                               |          |
| |                     |                               |          |
| Fonte: ProCyclingStats |                     |                               |          |
| Classificação geral |                     |                               |          |
| Ciclista | Ciclista            | Equipe                        | Tempo    |
| 1. | Robin Carpenter     | Holowesko Citadel Racing Team | 3h57m49s |
| 2. | Ryan Roth           | Silber Pro Cycling            | + 10s    |
| 3. | Bruno Langlois      | Garneau-Québecor              | + 11s    |
| 4. | Óscar Sevilla       | Medellín-Inder                | + 1m10s  |
| 5. | Edwin Ávila         | Illuminate                    | + 1m11s  |
| 6. | Travis McCabe       | UnitedHealthcare              | + 4m56s  |
| 7. | Tyler Magner        | Holowesko Citadel Racing Team | + 4m59s  |
| 8. | Juan Esteban Arango | Medellín-Inder                | + 5m44s  |
| 9. | Emerson Oronte      | Rally Cycling                 | + 5m45s  |
| 10. | Taylor Eisenhart    | Holowesko Citadel Racing Team | + 5m45s  |
| 11. | Griffin Easter      | Illuminate                    | + 6m08s  |
| 12. | Tanner Putt         | UnitedHealthcare              | + 6m26s  |
| 13. | Brad Huff           | Rally Cycling                 | + 6m35s  |
| 14. | Róbigzon Oyola      | Medellín-Inder                | + 6m35s  |
| 15. | Joseph Lewis        | Holowesko Citadel Racing Team | + 6m39s  |